# Obcy w lesie
Obcy w lesie – polski film obyczajowy z 1971 roku w reżyserii Sylwestra Szyszki.

## Obsada aktorska
- Janusz Bukowski – leśniczy Jan Kowalczyk
- Ryszard Pietruski – leśniczy Zenon Kaleta
- Zdzisław Maklakiewicz – sierżant Skrop
- Gustaw Lutkiewicz – inżynier